# Canciller de la Hacienda del Reino Unido
El canciller de la Hacienda (Chancellor of the Exchequer) es el título sostenido por el ministro británico responsable de todos los asuntos económicos y financieros. A menudo simplemente llamado «el canciller» (the Chancellor), el titular controla la Tesorería de su Majestad y desempeña un papel semejante a los puestos de ministro de Finanzas o secretario del Tesoro en otras naciones. La posición es considerada una de los cuatro grandes cargos del Estado.
Es la tercera oficina estatal más antigua de la historia inglesa y británica, que al principio llevó la responsabilidad del Échiquier (Hacienda pública de Inglaterra), la institución medieval inglesa encargada de la gestión de los recursos de la Corona. El canciller controlaba tanto la política monetaria como la política fiscal hasta 1997, en que se concedió el control independiente de sus tipos de interés al Banco de Inglaterra. El canciller también es el encargado del control del gasto público a través de departamentos del gobierno.

## Roles y responsabilidades

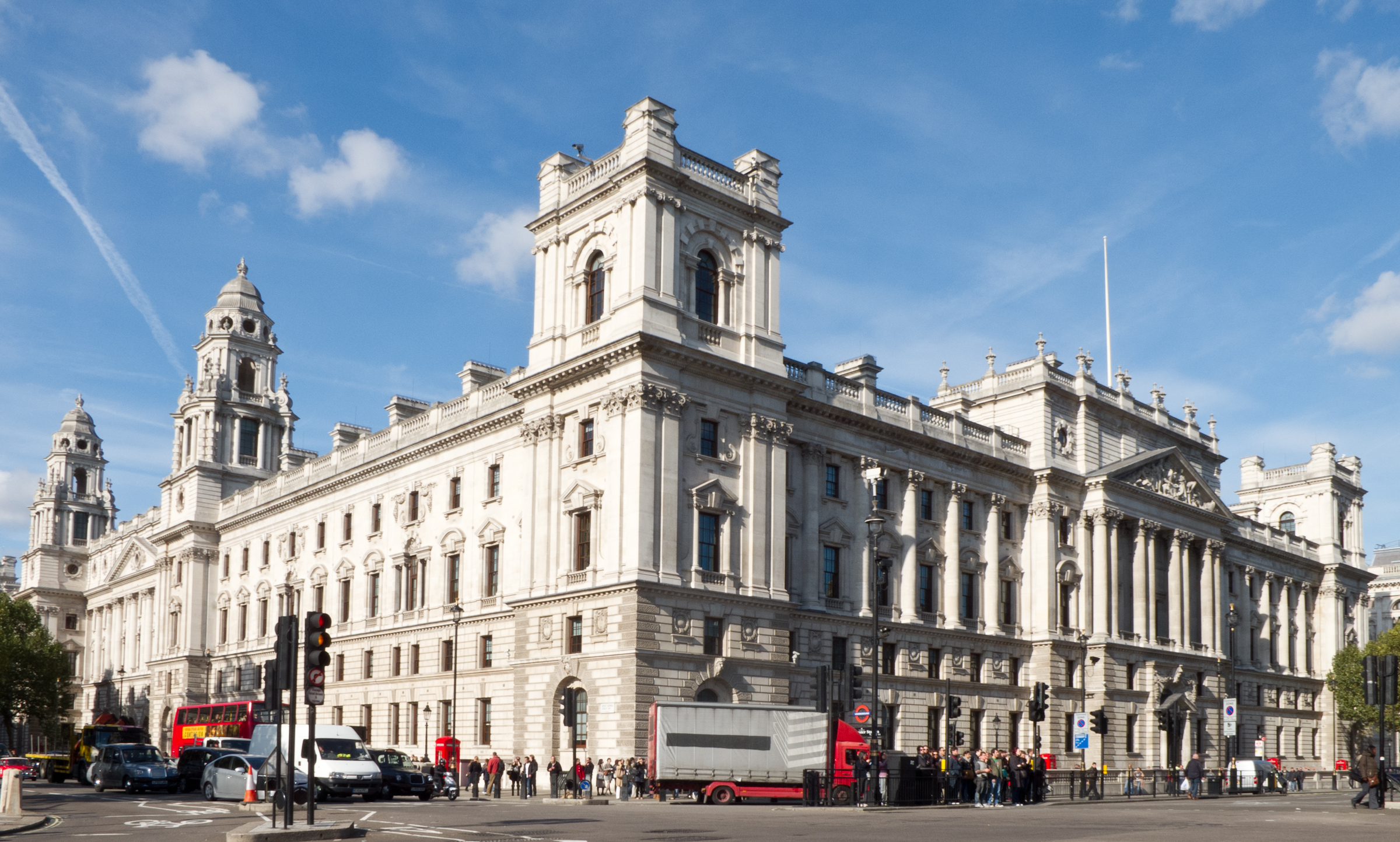
El Tesoro, Whitehall.

### Política fiscal
El canicller tiene un gran control sobre otros departamentos ya que es su oficina la que establece los límites de gastos. La cantidad de poder que este obtenga depende de su fuerza personal, de su estatus dentro del partido y su relación con el primer ministro. Gordon Brown, quien fuera canicller cuando los Laboristas llegaron al gobierno en 1997, tenía una gran influencia personal en el partido. Tal vez como consecuencia de ello, Tony Blair optó por mantenerlo en su puesto a lo largo de sus diez años como primer ministro, haciendo de Brown una inusual figura dominante. Esta situación ha fortalecido la tendencia ya existente de considerar este departamento como el más importante de los ministerios del gobierno británico, por encima de sus pares tradicionales, el Secretariado de Relaciones Exteriores y del Secretariado del Interior.
Una función clave del canicller implica la elaboración del Presupuesto público, que es resumido en un discurso ante la Cámara de los Comunes. Tradicionalmente el discurso sobre el presupuesto se realiza un martes (aunque no siempre) del mes de marzo, ya que el año fiscal británico sigue el calendario juliano. Desde 1993, el presupuesto anual fue precedido por la "Autumn Statement" (Declaración de otoño), ahora se lo conoce simplemente como el pre-informe sobre el presupuesto, en él se encuentran las previsiones para el gasto del gobierno en el próximo año y suele tener lugar en noviembre o diciembre. Esta vista previa del presupuesto también se la conoce como el "mini-Presupuesto". En 1997, 2001, 2002, 2003, 2006, 2007 y 2008 todos los Presupuestos fueron entregados un miércoles.

### Política monetaria
Aunque el Banco de Inglaterra es responsable de establecer las tasas de interés, el canicller también desempeña un papel importante en la política monetaria, es quien fija la meta inflacionaria por lo cual el Banco debe establecer tipos de interés que ayuden a cumplir esta meta. En el Acta del Banco de Inglaterra de 1998 (Bank of England Act 1998) se establece que el canicller tiene la facultad de nombrar a cuatro de los nueve miembros del Comité de Política Monetaria, los conocidos como miembros "externos". También tiene un alto nivel de influencia sobre el nombramiento del Gobernador del Banco y sus diputados, y tiene el derecho de consulta sobre el nombramiento de los otros dos miembros de Comité de Política Monetaria dentro del Banco. La ley también permite que el Gobierno tenga la facultad de dar instrucciones al Banco sobre los tipos de interés durante un período limitado en circunstancias extremas, pero este poder nunca ha sido utilizado.

### Disposiciones ministeriales
En la Tesorería de su Majestad, el canicller cuenta con el apoyo de un equipo político de cuatro ministros (Subsecretarios) de menor antigüedad y funcionarios públicos permanentes. El más importante es el Secretario en Jefe del Tesoro, que realiza las negociaciones con los otros departamentos del Gobierno sobre los detalles del gasto público y del dinero asignado a cada ministerio, le sigue en importancia el Pagador General, el Secretario Financiero del Tesoro y el Secretario Económico del Tesoro. Otros dos funcionarios reciben el título de Secretario del Tesoro, los cuales no son ministeriales. Ellos son, el Secretario Parlamentario del Tesoro responsable de la disciplina del gobierno en la Cámara de los Comunes, y el Secretario Permanente del Ministerio del Tesoro el cual es el más alto cargo dentro de los funcionarios públicos.
El titular de la oficina del canicller es de ex officio Segundo Lord del Tesoro. Como Segundo Lord, su residencia oficial es el número 11 de Downing Street en Londres, al lado de la residencia del primer lord del Tesoro, puesto generalmente ocupado por el primer ministro, que reside en el 10 de Downing Street. En el pasado estas dos viviendas fueron residencias privadas, que sirven hoy como oficinas interconectadas. 
El canciller se ve obligado a ser miembro del Consejo Privado del Reino Unido, y por lo tanto ostenta el tratamiento de "Muy Honorable" delante de su nombre. Debido a que de la Cámara de los Lores es excluida al tratar proyectos de ley de Finanzas, la oficina está limitada a los miembros de la Cámara de los Comunes.